# 郑州公交G81路
郑州公交G81路是郑州市内一条公共汽车线路，来往于市区南部的宇通路公交站与紫荆山人民路，前身为开通于2000年9月26日的81路。

## 线路历史
G81路的前身为81路，开通于2000年9月26日，开通时的路线为万客来-火车站。2004年12月8日南端终点站延伸至佛岗村。
2009年，开通走向与81路大致相似的K81路，后在2012年12月更名为981路。
2018年1月，郑州公交对夜班线路进行重新编号与调整，开通走向与81路基本一致的Y17路夜班线路。
2021年6月15日，81路向南延伸至宇通路公交站，Y17路路线不变。
2023年10月29日，81路在郑州公交线路调整中被提升为高频骨干线路，线路编号更改为G81路，同时终点站向北延伸至紫荆山。

## 路线基本资料

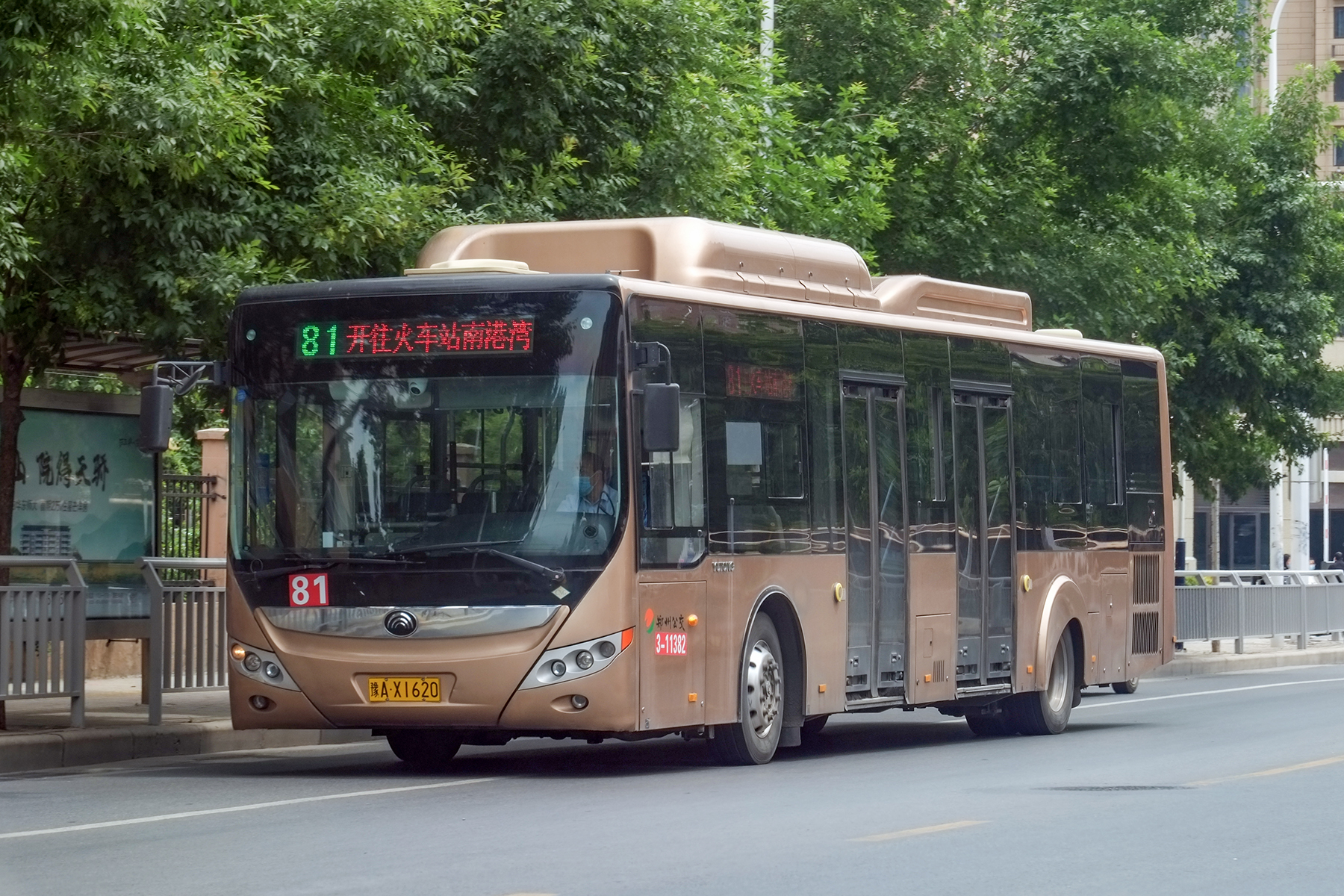
运行于81路的宇通ZK6125CHEVNPG4型于佛岗村

### 线路走向

#### G81路
- 下行：宇通路公交站→紫荆山人民路
  - 途经道路：紫荆山南路、漓江路、连云路、南三环、京广南路、京广北路、中原东路、福寿街、解放路、人民路
- 上行：紫荆山人民路→宇通路公交站
  - 途经道路：人民路、解放路、福寿街、中原东路、京广北路、京广南路、南三环、连云路、漓江路、紫荆山南路

#### Y17路
夜班线路Y17路来往于佛岗村公交站与火车站北港湾，走向与81路的原线路大体一致。
- 下行：佛岗村公交站→火车站北港湾
  - 途经道路：丹枫路、连云路、南三环、京广南路、京广中路、京广北路、中原东路、福寿街、兴隆街
- 上行：火车站北港湾→佛岗村公交站
  - 途经道路：二马路、福寿街、中原东路、京广北路、京广中路、京广南路、南三环、连云路、丹枫路

### 服务时间

#### G81路
- 宇通路公交站：06:00～21:00
- 紫荆山人民路：06:00～21:00

#### Y17路
- 佛岗村公交站：4:30-5:45、21:15-24:00
- 火车站北港湾：4:30-5:45、21:15-24:00

### 收费
- 全程单价RMB¥1，无人售票，支持绿城通（普通储值卡8折，成人月票5折，学生月票2.5折，老年卡免费）、微信/支付宝乘车码及银联云闪付。

### 与郑州地铁的换乘

#### G81路
- █ 1号线：郑州火车站、二七广场、人民路、紫荆山
- █ 2号线：站马屯、紫荆山
- █ 3号线：二七广场
- █ 5号线：京广南路
- █ 10号线：郑州火车站

#### Y17路
- █ 1号线：郑州火车站
- █ 5号线：京广南路
- █ 10号线：郑州火车站

### 停站
G81路各停靠站点如下表所示：
| 下行站序 | 上行站序 | 站名             | 所在道路   | 轨交换乘                                           | 周边地点、区片                                             |
| 1        | 22       | 宇通路公交站     | 花溪东路   |                                                    | 绿都澜湾                                                   |
| 2        | 21       | 紫荆山南路宇通路 | 紫荆山南路 | 2 站马屯                                           | 黄河科技学院                                               |
| 3        | 20       | 宇通工业园       | 紫荆山南路 |                                                    | 黄河科技学院、宇通工业园                                   |
| 4        | -        | 漓江路紫荆山南路 | 漓江路     | 南刘庄新区                                         |                                                            |
| 5        | 19       | 漓江路紫云路     | 漓江路     | 黄河科技学院附属医院                               |                                                            |
| 6        | 18       | 佛岗新居南门     | 漓江路     | 佛冈新居                                           |                                                            |
| -        | 17       | 漓江路连云路     | 漓江路     | 佛冈新居、橄榄城、联创佳苑                         |                                                            |
| 7        | -        | 连云路漓江路     | 连云路     | 佛冈新居、橄榄城、联创佳苑                         |                                                            |
| 8        | 16       | 佛岗村           | 连云路     | 佛冈新居、御景台                                   |                                                            |
| 9        | 15       | 连云路南三环     | 连云路     | 橄榄城都市广场、佛岗小学                           |                                                            |
| 10       | -        | 南三环连云路     | 南三环     | 橄榄城柏林印象                                     |                                                            |
| 11       | 14       | 南三环碧云路     | 南三环     | 郑州第八十二中学南校区、长江东路第二小学、中陆广场 |                                                            |
| 12       | 13       | 汽车客运南站     | 南三环     | 郑州客运南站、中陆广场                             |                                                            |
| 13       | 12       | 京广路赣江路     | 京广路     | 居然之家中陆店、绿岛港湾                           |                                                            |
| 14       | 11       | 市第六人民医院   | 京广路     | 郑州市第六人民医院、江泰天宇国际                   |                                                            |
| 15       | 10       | 京广路航海路     | 京广路     | 5 京广南路                                         | 京莎广场、郑州市财贸学校                                   |
| 16       | 9        | 京广路政通路     | 京广路     |                                                    | 七一三航海小区                                             |
| 17       | 8        | 京广路淮河路     | 京广路     | 南福华街小区、郑州铁路运输中级法院                 |                                                            |
| 18       | 7        | 京广路保全街     | 京广路     | 铁道家园、北福华街小区                             |                                                            |
| 19       | -        | 京广路永安街     | 京广路     | 永安街小学、郑州第四十四中学                       |                                                            |
| 20       | 6        | 京广路陇海路     | 京广路     | 中国铁路郑州局集团、铁道天润花园                   |                                                            |
| -        | 5        | 京广路幸福路     | 京广路     | 郑州铁路职业技术学院                               |                                                            |
| 21       | 4        | 火车站西广场     | 京广路     | 郑州站 110 郑州火车站                              | 郑州火车站（西广场）、郑州大学第五附属医院                 |
| 22       | 3        | 二七广场人民路   | 人民路     | 13 二七广场                                        | 二七广场、新亚国际大酒店、鸿成光彩                         |
| 23       | 2        | 河南中医一附院   | 人民路     | 1 人民路                                           | 河南中医药大学第一附属医院、丹尼斯百货人民店、工人新村社区 |
| 24       | 1        | 紫荆山人民路     | 人民路     | 12 紫荆山                                          | 人民广场、紫荆山百货、紫荆山公园                           |

Y17路各停靠站点如下表所示：
| 下行站序 | 上行站序 | 站名           | 所在道路 | 轨交换乘                           | 周边地点、区片                             |
| 1        | 17       | 佛岗村公交站   | 丹枫路   |                                    | 青秀佳苑、佛岗新苑                         |
| 2        | 16       | 佛岗村         | 连云路   | 佛冈新居、御景台                   |                                            |
| 3        | 15       | 连云路南三环   | 连云路   | 橄榄城都市广场、佛岗小学           |                                            |
| 4        | -        | 南三环连云路   | 南三环   | 橄榄城柏林印象                     |                                            |
| 5        | 14       | 南三环碧云路   | 南三环   | 郑州第十三中学、长江东路第二小学   |                                            |
| 6        | 13       | 汽车客运南站   | 南三环   | 郑州客运南站                       |                                            |
| 7        | 12       | 京广路赣江路   | 京广路   | 居然之家中陆店、绿岛港湾           |                                            |
| 8        | 11       | 市第六人民医院 | 京广路   | 郑州市第六人民医院、江泰天宇国际   |                                            |
| 9        | 10       | 京广路航海路   | 京广路   | 5 京广南路                         | 京广鞋城、郑州市财贸学校                   |
| 10       | 9        | 京广路政通路   | 京广路   |                                    | 七一三航海小区                             |
| 11       | 8        | 京广路淮河路   | 京广路   | 南福华街小区、郑州铁路运输中级法院 |                                            |
| 12       | 7        | 京广路保全街   | 京广路   | 铁道家园、北福华街小区             |                                            |
| 13       | 6        | 京广路永安街   | 京广路   | 永安街小学、郑州第四十四中学       |                                            |
| 14       | 5        | 京广路陇海路   | 京广路   | 中国铁路郑州局集团、铁道天润花园   |                                            |
| -        | 4        | 京广路幸福路   | 京广路   | 郑州铁路职业技术学院幸福路校区     |                                            |
| 15       | 3        | 火车站西广场   | 京广路   | 郑州站 110 郑州火车站              | 郑州火车站（西广场）、郑州大学第五附属医院 |
| 16       | -        | 福寿街         | 福寿街   |                                    | 郑州国际小商品城、金林商场、万博商城       |
| -        | 2        | 二马路解放路   | 二马路   | 正弘凯宾城                         |                                            |
| 17       | 1        | 火车站北港湾   | 兴隆街   | 郑州站                             | 郑州火车站、郑州长途汽车中心站、红珊瑚酒店 |